# 滑翔类飞行项目比较列表
|                                 | 滑翔伞 | 悬挂式滑翔翼                                                                     | 滑翔机 |
| 起落架                          | 通过飞行员的双腿起降 | 通过飞行员的双腿起降                                                             | 飞行器使用轮式或滑橇式起落架起降 |
| 翼结构                          | 完全灵活的柔性结构，通过飞行中进入上下翼面之间的空腔内的气流压力以及伞绳拉力保持翼面形状。                                                                             | 基本灵活的柔性结构，采用刚性框架保持翼面形状（注：也有采用刚性翼的悬挂式滑翔翼） | 现代滑翔机采用刚性表皮完全包裹机翼结构 |
| 飞行员位置                      | 在坐袋中保持坐姿或者仰卧姿 | 通常卧姿悬挂在翼下的一个茧式吊袋里；也有坐姿或仰卧姿的吊袋。                     | 坐在一个有安全带的座椅上，周围通常包裹有可以吸收撞击能量的结构保护。 |
| 速度范围 （失速速度－最大速度） | 较慢，通常娱乐用滑翔伞为25到60千米/小时（需要使用加速杆才能达到40 千米/小时以上的速度）， 因此比较容易在风速较低时起飞与飞行；风能利用效率最低；可以通过操纵控制俯仰。 | 较快，失速速度大约30 千米/小时左右。最快速度不超过90 千米每小时                  | 最高速度可达280 千米/小时； 失速速度通常在65千米/小时左右； 能够在多风湍流的条件下飞行，可以从一定程度的恶劣天气中脱离；优秀的风能利用率。 |
| 最高滑翔比                      | 大约10，相对较差的滑翔性能导致长距离飞行更困难；（截至2010年11月）世界记录为刚超过500（310英里）                                                                       | 10 （初级滑翔翼）， 15 （竞赛级柔性滑翔翼），19 （刚性滑翔翼）                   | 开放级滑翔机—通常在60左右，不过更常见的翼展在15-18米的滑翔机，滑翔比通常在38-52之间； 高滑翔比是远距离飞行成为可能，目前(截至2010年11月)的飞行距离记录为3,000（1,900英里）                                                                     |
| 转弯半径                        | 较小 | 稍大                                                                             | 更大，但足以保持在热气流内部盘旋。 |
| 着陆                            | 需要较小的着陆场地，在越野飞行中着陆的可能选项更多；也更容易抵达离降落地点最近的公路。                                                                                 | 需要较长的进近与着陆场地，但通过较长的滑翔距离也可以找到更多的降落场地           | 在越野飞行时，滑翔机的高滑翔比有助于抵达允许降落的场地，有条件的时候还可以降落在一个跑道上，然后再通过拖曳飞机牵引返回；如果条件不足以降落拖曳飞机，也能够使用特制拖车通过公路运回。注意，有些滑翔机自带发动机，这样也就免去了场外降落的麻烦。 |
| 学习                            | 最简单，学起来也最快 | 使用单人或双人滑翔翼训练                                                         | 通过带有两套操作系统的双座滑翔机训练 |
| 方便性                          | 较小的包裹（便于运输与存储） | 较难运输和存储；需要更长的时间组装和拆解；经常放在汽车顶上运输                   | 拖车通常10米长；组装与拆解需要20分钟左右 |
| 成本                            | 新伞最低价格在1500欧元以上， 价格最便宜，但使用寿命最短（500飞行小时左右，取决于保养），很活跃的二手市场                                                               | 3000欧元（入门级滑翔翼）到17000欧元（刚性滑翔翼）不等，使用寿命超过十年          | 一架新滑翔机的价格非常贵，但是使用寿命很长（可以使用几十年），活跃的二手市场；二手价格根据级别和保养程度通常在2000欧元到145000欧元左右. |